# Engelbrekt Engelbrektsson

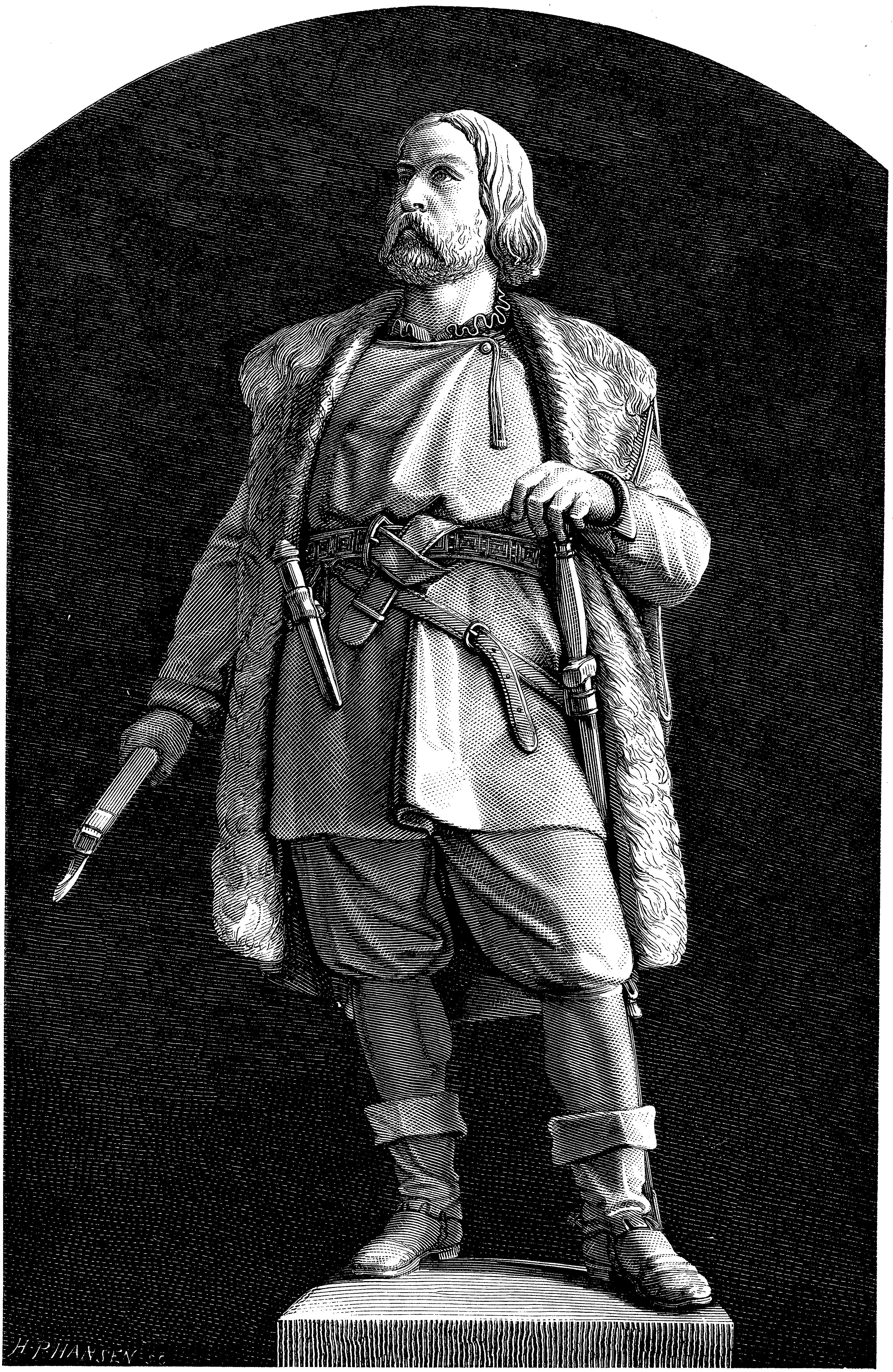
Engelbrekt Engelbrektsson, segons un projecte escultòric del. Imatge del Svenska Familj-Journalen.

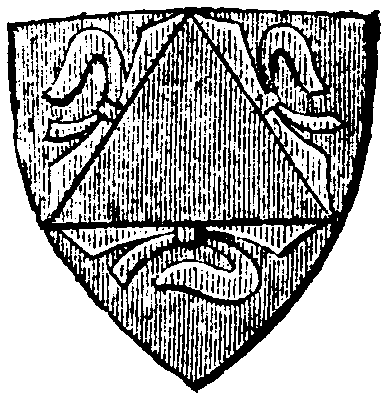
Escut d'armes de la família segons el Nordik Familjebok

Engelbrekt Engelbrektsson   (Norberg parish, c. 1390 - Hjälmaren, 4 de maig de 1436 (Gregorià)) fou un líder rebel suec que va organitzar una revolta popular el 1434 contra el govern d'Eric de Pomerània, rei de la Unió de Kalmar. Per un període breu va ocupar el govern del regne i la història oficial sueca l'ha erigit com un heroi nacional.

## Biografia
Engelbrekt Engelbrektsson era un propietari de mines que provenia d'una família d'ascendència alemanya instal·lada a Suècia des de la dècada de 1360. El pare, Engelbrekt Englikoson va accedir a la noblesa com a frälseman el 1392. Mentre que l'avi havia fundat la ciutat d'Ängelsberg, que en aquella primera època es coneixia com a Englikobenning.
La capacitat que Engelbrekt va demostrar en l'administració i en el camp militar ha fet pensar que tenia experiència en aquests dos àmbits i que possiblement havia participat en les campanyes del rei Eric de Pomerània contra els alemanys. El nom Engelbrekt Engelbrektsson apareix fins al 1426 i deu anys més tard va liderar la rebel·lió que porta el seu nom. Estava molt descontent dels abusos que els administradors danesos sotmetien a la regió de Dalecarlia, sobretot a Jösse Eriksson, que incloïen una dura càrrega fiscal a camperols i miners. Engelbrekt va anar a Copenhague per tal de demanar ajuda al rei, però va veure que no hi havia res a fer. Fou llavors quan va optar per encapçalar la lluita armada el 1433 i la gent de Dalecarlia li va atorgar el títol de hövitsman (comandant de les forces rebels). Aquell mateix any, Engelbrekt, va marxar cap a Västerås, però va haver de renunciar a la campanya perquè alguns membres del consell suec van fer marxa enrere al suport que havien promès a la revolta.
L'estiu de 1434 fou quan va començar la revolta veritable, els membres del Consell suec van ser incapaços de solucionar les peticions de la gent de Dalecarlia per la via del pactisme. En tres mesos Engelbrekt va aconseguir el control de gran part de Suècia. D'aquesta manera el Consell es va veure obligat a donar suport a la revolta i deposar el rei Eric. Engelbrekt es va establir al Castell d'Örebro, que acabava de conquerir.
L'1 de gener de 1435, en el congrés d'Arboga, Engelbrekt va ser nomenat regent del regne, però fou per poc temps, ja que el Consell del regne va arribar a un acord amb Eric de Pomerània, que es va comprometre a introduir millores per tal de recuperar el tron suec. Així, el 14 d'octubre del mateix any, Eric tornava a ser rei de Suècia.
Engelbrekt va prendre de nou les armes al costat de Carles Knutsson e 1436 amb un exèrcit que marxava cap a Estocolm. Davant de la nova guerra, es va convocar una nova assemblea per elegir un nou regent. Engelbrekt només va aconseguir una tercera part dels vots, mentre que Carles Knutsson, va rebre el suport del clergat i la noblesa. Engelbrekt va mantenir una notable influència dins de la revolta pel suport que tenia de la burgesia i els camperols. El nou govern rebel li va atorgar la missió d'alliberar el país dels danesos que s'havien fortificat en diferents castells, cosa que va aconseguir de nou amb poc temps, només quatre mesos. Durant el setge d'Axvall, es va trobar malament i es va retirar al castell d'Örebro.
Fou cridat a Estocolm pel consell després de la convalescència i va decidir fer el viatge a través dels llacs perquè no es veia amb forces de fer-ho per terra. Durant una pausa en una illa al llac Hjälmaren, fou assassinat el 4 de maig de 1436 per Måns Bengtsson Natt och Dag. El pare de l'assassí, Bengt Stensson Natt och Dag havia incendiat un vaixell de la ciutat de Lübeck tot i que la pau ja s'havia establert amb la Hansa. Engelbrekt va imposar un fort càstig per aquest acte, tot i que dies abans s'havia reconciliat amb Bengt.

## Llegat

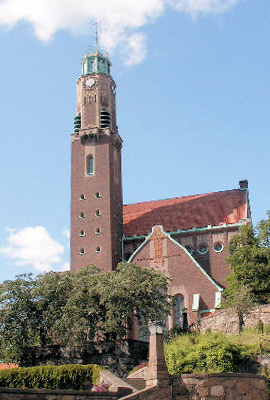
Església d'Engelbrekt, a Estocolm, consagrada el 1914, té el nom de l'heroi nacional suec.

Engelbrekt fou el primer suec capaç d'explotar amb èxit el potencial militar dels camperols, cosa que es va mantenir durant un segle després de mort. La tomba d'Engelbrekt, a l'església d'Örebro, fou un lloc on va començar a haver-hi un pelegrinatge i el van començar a veure com un sant i un màrtir. De tota manera, aquest culte va ser molt breu i suspès per la Reforma protestant sueca. Des de llavors, Engelbrekt fou honorat com un heroi nacional capaç de guiar els camperols contra el domini tirànic danès, i se l'ha comparat sovint amb Joana d'Arc o Joan Hus, que també es consideren màrtirs. La història nacional sueca descriu Engelbrekt com un heroi liberal, nacional i defensor del poble i contrari a la Unió de Kalmar, tot i que la seva postura envers la Unió és discutible.
De la seva figura se n'han escrit diverses obres i Natanael Berg en va compondre una òpera a la dècada de 1920. També a Estocolm hi ha una església que porta el seu nom. També durant la dècada de 1930 es va usar per part dels grups polítics de l'extrema dreta i el nazisme. Més tard, però, foren els socialistes qui l'usaren com a mostra de la lluita popular contra el feixisme i el nazisme.
El fet que Gustau Vasa expulsés definitivament els danesos durant el segle xvi i que assentés les bases de la Suècia moderna va fer que el paper d'Engelbrekt quedés en un segon pla durant aquella època.